# Paul-Gerhardt-Kirche (München)

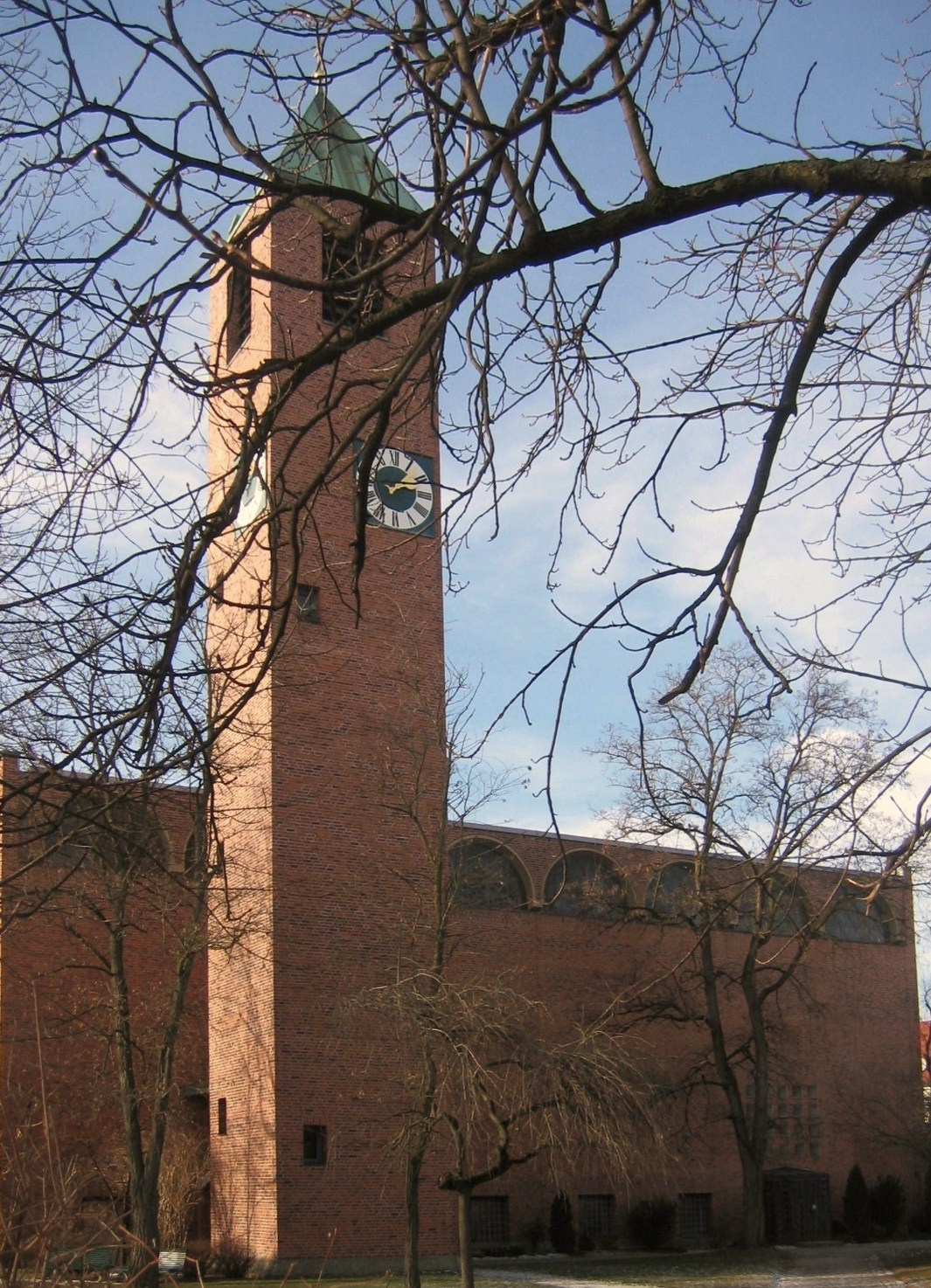
Paul-Gerhardt-Kirche in München-Laim

Die Paul-Gerhardt-Kirche ist eine evangelisch-lutherische Kirche in München-Laim. Die gesamte Anlage (Kirche, Kirchnerhaus, Gemeindehaus und zwei Pfarrhäuser) wurde von Johannes Ludwig (1904–1996) geplant und in den 1950er Jahren in mehreren Abschnitten erbaut. Als bedeutendes Beispiel der Münchner Nachkriegsarchitektur, das zu seiner Bauzeit richtungsweisend für die nachfolgenden Kirchenbauten war, steht sie seit dem Jahr 2001 unter Denkmalschutz. Die Gemeinde ist bekannt für ihre kirchenmusikalische Arbeit (Paul-Gerhardt-Chor) und vor allem für ihre charismatisch-evangelikale Prägung.

## Geschichte

### Erster Bau 1913
Mit der Bevölkerungszunahme in Laim nach dem Bau des Rangierbahnhofes ab 1890 und die Eingemeindung des ehemaligen Bauerndorfes nach München am 1. Januar 1900 versammelten sich ab 1903 evangelische Christen zu regelmäßigen Bibelstunden im Laimer Schulhaus. Hieraus entstand der im April 1913 gegründete Protestantische Kirchenbauverein München-Laim e. V. Dieser erwarb im gleichen Jahr eine ehemalige Scheune an der Agnes-Bernauer-Straße 97 und ließ sie von dem in Laim ansässigen Architekten und Hochschullehrer Theodor Fischer zu einer evangelischen Kirche umbauen. Am 9. November 1913 wurde sie eingeweiht.
Der Bau mit rechteckigem Grundriss erhielt an der Westseite ein Portal-Vorzeichen mit geschwungenem Giebel sowie einen achteckigen Turm und eine hölzerne Tonnendecke. Die eingezogene Apsis, die das Kirchenschiff von der Sakristei trennte, wurde von Schülern Theodor Fischers mit einer Scheinarchitektur-Malerei versehen. Als Gemeindemitglied war Fischer, der schräg gegenüber im „Laimer Schlößl“ wohnte, „seine“ zukünftige Kirche so wichtig, dass er die Pläne für den Umbau unentgeltlich anfertigte.
Fischer war ab 1893 Leiter des Münchner Stadterweiterungsbüros und arbeitete die damals vorbildhafte Staffelbauordnung aus, ab 1908 war er als Professor an der Technischen Hochschule tätig. Zu seinen Werken zählen einige bedeutende Kirchen in Bayern und Württemberg. Seine Verbundenheit mit Kirche und Gemeinde setzte sich nach der Einweihung fort. So gestaltete Theodor Fischer 1919 eine Kriegergedächtnistafel, die später in die neue Kirche übertragen wurde und entwarf den Prospekt der 1925 gebauten Orgel.
Im gleichen Jahr beriet er die Gemeinde beim Kauf eines Kirchenbauplatzes, für den er einen Vorentwurf anfertigte. Dieser zeigt eine Kirche mit hohem Turm, die in ein rechteckiges Schiff (Predigtkirche) und einen achteckigen Altarraum (Abendmahls- und Traukirche) unterteilt war.
Da sich die bescheidene Kirche bald als zu klein erwies, folgten weitere Neubaupläne (teils von Theodor Fischer, teils von anderen Architekten) für eine große Kirche mit Gemeindesaal und Pfarrhaus, die jedoch an den finanziellen Möglichkeiten scheiterten und schließlich durch die NS-Machthaber und den Kriegsausbruch verhindert wurden. Wegen des starken Anwachsens der Gemeinde wurde am 18. Februar 1936 das Evangelisch-Lutherische Pfarramt München-Laim errichtet. Als erstes in Bayern wurde es am Kantate-Sonntag 1942 nach Paul Gerhardt benannt. Mitten im Zweiten Weltkrieg sollte die Person des Liederdichters und Pfarrers, der zur Zeit des Dreißigjährigen Krieges trotz Grauen, Leid, Verfolgung und dem Verlust von Frau und vier Kindern starke Glaubenslieder schrieb, der Laimer Gemeinde Trost und Vorbild sein.
Während des Zweiten Weltkriegs mussten die Kirchenbaupläne zwangsweise ruhen, wurden jedoch durch die immer größer werdende Gemeinde (1930: 1010, 1950: 6250 Gemeindeglieder) unumgänglich.

### Zweiter Bau 1953
In einem Architektenwettbewerb gewann 1953 der Architekt Johannes Ludwig einen der beiden zweiten Preise und wurde schließlich – nach Umarbeitung seiner Pläne – mit der Ausführung beauftragt. 1957 berief man Ludwig besonders wegen seines Erfolges um die Paul-Gerhardt-Kirche zum Nachfolger von Hans Döllgast als Professor an die Technische Hochschule.
Die Grundsteinlegung fand am 19. Mai 1955 statt, die Einweihung der neuen Kirche war am 16. September 1956. Nachdem zunächst nur Kirche, Turm und Kirchnerhaus errichtet wurden, entstanden nach und nach die beiden Pfarrhäuser (1964 und 1966) sowie das Jugend- und Gemeindehaus (1969, 1998 erweitert) neben der Kirche. Die alte Interimskirche dient – nach Abriss des Turmes, zwischenzeitlicher Nutzung als Tischtennishalle und umfangreicher Sanierung – seit 1999 als Kulturzentrum Interim.
Im Jahr 2007 wurde ein Behindertenaufzug an die Westseite des Kirchenschiffs angebaut.

### Sanierung 2011
2011 wurde mit einer umfangreichen Instandsetzung des schadhaften Mauerwerks an der Außenfassade des Turmes und der Kirche begonnen, indem defekte und poröse gegen neue Ziegel ausgetauscht worden sind. Ebenso fand eine Betonsanierung an den Fensterbögen mit Renovierung der Fenster statt. Die Freitreppe im Vorhof wurde durch einen Neubau ersetzt.
Im Mai 2013 wurde das Kirchenschiff wegen Einsturzgefahr vorübergehend geschlossen. Ursache waren Bausünden aus den 1950er Jahren, sogenannte Kiesnester (Fehlstellen im Beton).
Die Gottesdienste fanden während der Bauarbeiten im Gemeindesaal im Untergeschoss statt. Nach einer zeit- und kostenaufwändigen Sanierung wurde die Kirche am 20. Juli 2014 wieder eingeweiht. Seitdem finden die Gottesdienste wieder in der Kirche statt.

## Architektur

### Außenbau
Der Grundgedanke von Ludwigs Entwurf besteht darin, das Grundstück durch eine Randbebauung an der Nordseite abzugrenzen und durch den zu dieser senkrecht stehenden Kirchenkörper in zwei ungleiche Grünflächen – den kleineren Pfarrgarten und den größeren Gemeindepark – zu unterteilen. Vor der Kirche entstand zwischen den beiden Pfarrhäusern ein größerer umschlossener Vorhof, der auf das Betreten des Gotteshauses einstimmen soll. Die Paul-Gerhardt-Kirche hebt sich durch das unverputzte Ziegelmauerwerk deutlich von der Umgebungsbebauung ab. Das Äußere der Anlage profitiert sehr von seiner Lage inmitten eines weiten, parkähnlichen Grundstücks mit altem Baumbestand.
Neben dem trutzig-burghaft wirkenden Kirchenbau (36 × 17 × 17 Meter) mit seinem dynamischen Faltdach, unter dem sich eine Reihe von acht Bogenfenstern hinzieht, erhebt sich an der Ostseite der schlanke, mit seiner Pyramidenspitze 35 Meter hohe Campanile. Er ist durch eine Brücke mit der Kirche verbunden. Als Verlängerung des westlich gelegenen Sakristeitraktes ist das ursprünglich nicht an dieser Stelle vorgesehene Gemeindehaus angebaut, das in gleicher Form wie die beiden Pfarrhäuser gestaltet ist.
Die Kirche selbst wird über eine, in dem bereits erwähnten, atriumähnlichen Hof an der Nordseite befindliche, große Freitreppe betreten. Peter Hartl gestaltete das zweiflügelige Kupferportal des asymmetrisch gelegenen Eingangs. Auf dem linken Flügel ist Christus als Steuermann eines Bootes dargestellt, in dem die Paul-Gerhardt-Kirche steht. Als einzige Stelle in der Kirche nimmt der rechte Flügel Bezug auf den Namenspatron. Neben dem eingravierten Liedvers „Kommt und lasst uns Christum ehren“ (EG 39) erinnert die Sonne mit dem Christusmonogramm an den Paul-Gerhardt-Vers „Die Sonne, die mir lachet, ist mein Herr Jesus Christ, das, was mich singen machet, ist was im Himmel ist“ (EG 351, 13).

### Innenraum

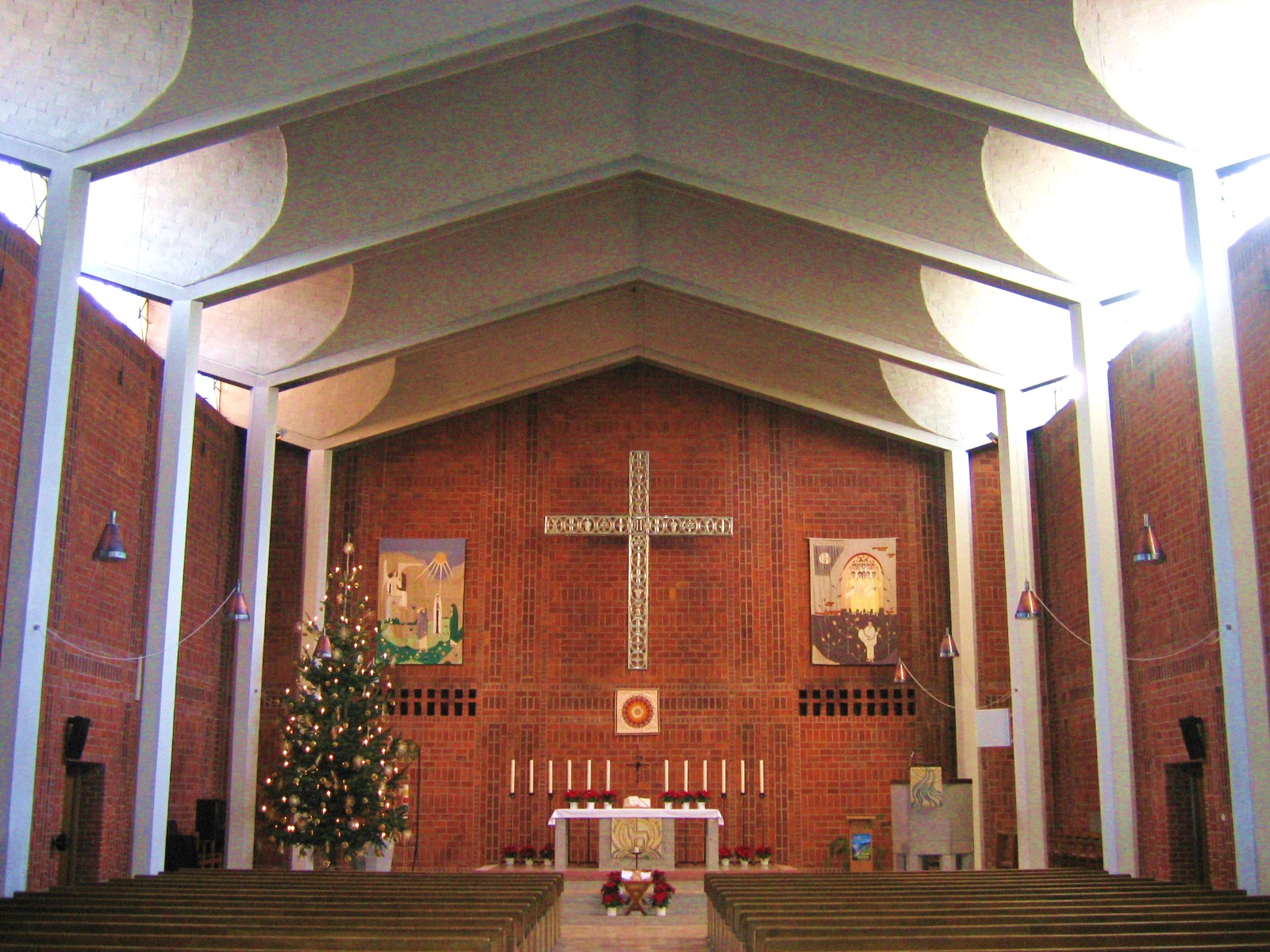
Innenraum

Die Paul-Gerhardt-Kirche ist im Stil einer Saalkirche errichtet worden. Beim Eintritt in das 600 Sitzplätze umfassende Kirchenschiff besticht zunächst die Helligkeit und Weite des Raumes. Das Konzept des Baus ist einfach. Die hohen, fensterlosen Wände umschließen wie ein Hof den Innenraum. In ihm steht auf 18 schlanken Betonsäulen, die zwei schmale Seitenschiffe erzeugen, ein weißer Gewölbebaldachin. Zusammen mit den Mauern entstehen so zwei völlig unabhängige Begrenzungselemente. Die 16 halbkreisförmigen Fenster in den Gewölbebögen beleuchten den Raum fast indirekt und vermeiden jede Blendung. Gemäß dem Bibelwort „Denn wir haben hier keine bleibende Stadt, sondern die zukünftige suchen wir“ (Hebräer 13,14) erinnert der Baldachin in seiner zeltartigen Gestaltung die Gemeinde daran, dass sie als Kirche nicht endgültig auf der Erde bleibt, sondern als wanderndes Volk Gottes unterwegs zur Ewigkeit ist.
Die Deckenkonstruktion besteht aus Stahlbetonbindern, die auf den sechseckigen Säulen ruhen und an den Mauern aufgehängt sind. Zwischen den Bindern sind acht Tonnengewölbe gespannt, die nach spanischer Art aus zwei übereinanderliegenden Schichten von 3 cm dicken Spezialziegeln ohne Schalung gemauert wurden. Durch die unterschiedlichen Krümmungsradien der Tonnen und der Stichkappen entstehen Verschneidungslinien, deren Bögen sich in den seitlich aus den Säulen herausgeführten Kabeln der kupfernen Lampen wiederholen.
Die roten Ziegelsteine der unverputzten, 50 cm starken Wände sind zu einem wirkungsvollen Teppichornament angeordnet. Dieser Kunstgriff wurde hier erstmals angewandt, nachdem ihn Ludwig von der Stockholmer Markuskirche des Architekten Sigurd Lewerentz übernommen hat. Er wird fortan zu einem wichtigen Gestaltungsmittel im Münchner Kirchenbau. Die in bestimmten Abständen eingefügten Bänder mit Lochziegel bewirken nicht nur eine Gliederung der Wandfläche, sondern tragen mit den dahinter liegenden unterschiedlich tiefen Hohlräumen zur Verbesserung der Akustik bei.
Im Untergeschoss der Kirche befindet sich der 340 m2 große Gemeindesaal mit Bühne und Nebenräumen, der vom Park aus durch ein kupferbeschlagenes Vorzeichen zugänglich ist.

## Ausstattung

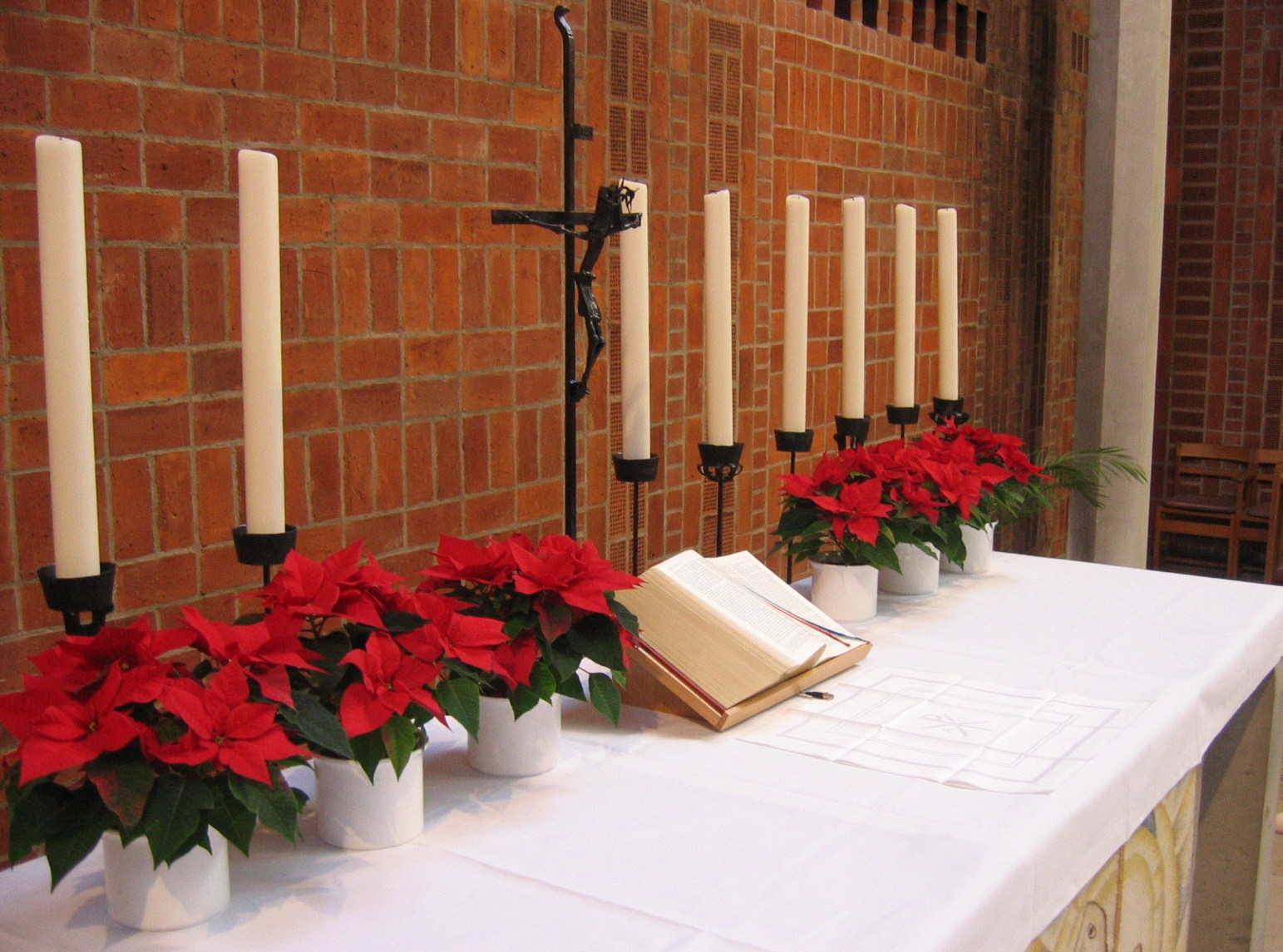
Altar mit Kerzenleuchtern und Kruzifix

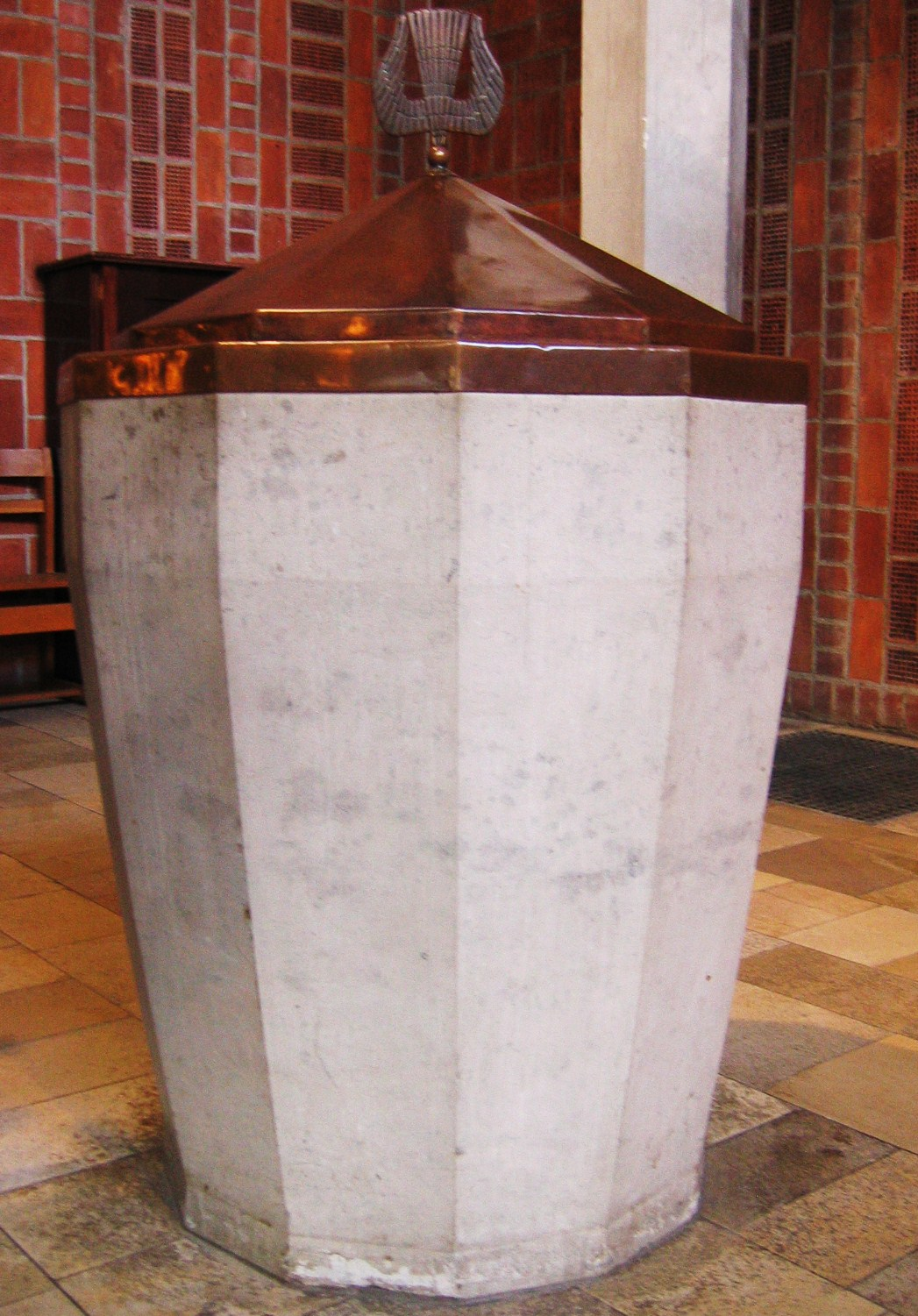
Taufstein

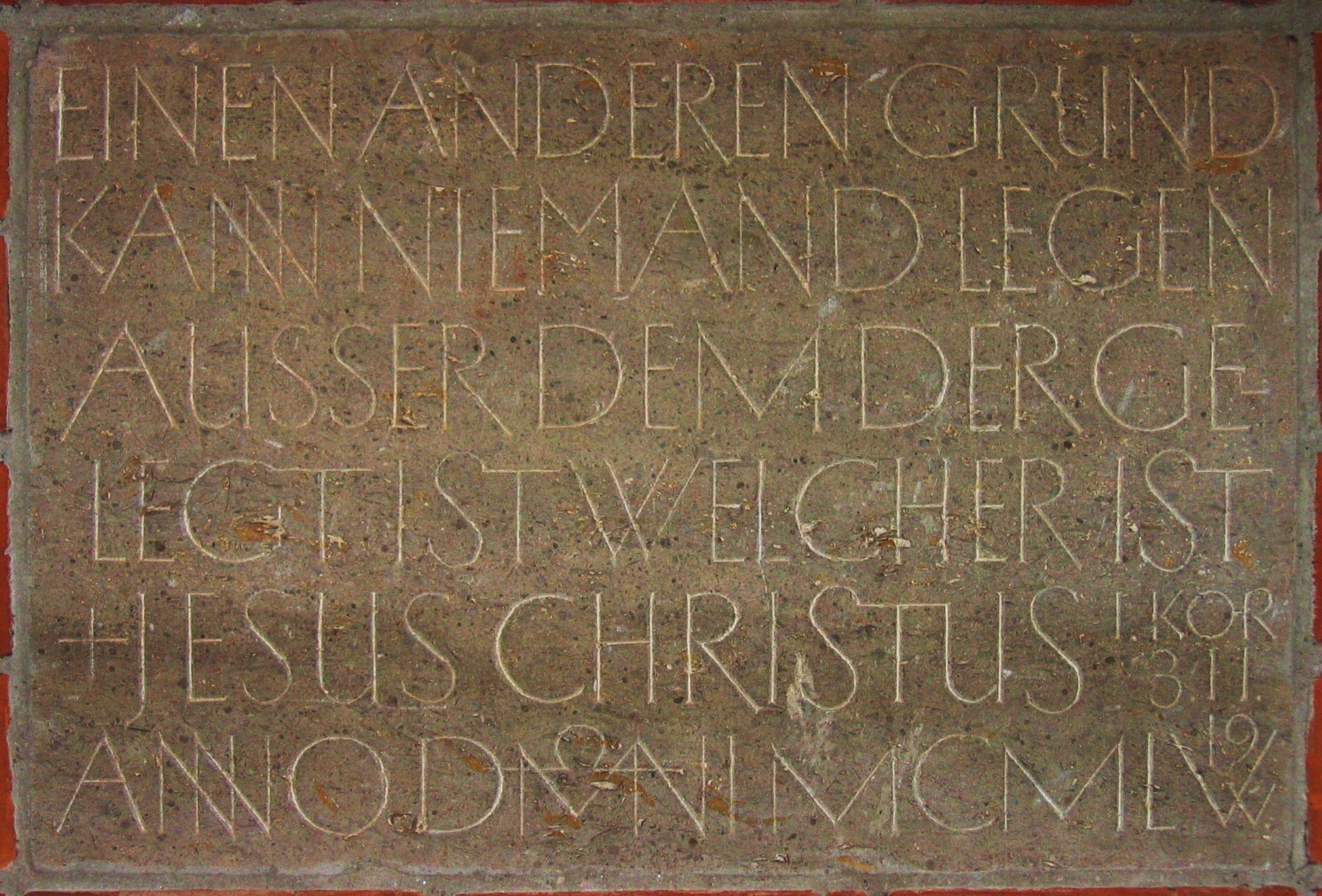
Grundstein

Der Ziel- und Fixpunkt des Gotteshauses ist das große, knapp fünf Meter hohe silberne Triumphkreuz von Robert Lippl an der Altarwand, das – alles überragend – den Ostersieg Jesu verkündet. Auf 23 kreisförmigen Feldern sind verschiedene christliche Symbole (Kreuz, Stern, Kelch mit Kornähren, Weintrauben, Dreieck der Trinität, Fisch) angeordnet, im Schnittpunkt befindet sich das IHS-Zeichen, das Jesusmonogramm.
1981 schufen die in der Gemeinde lebenden Künstler Gisela Fichtner und Raimund Haas die beiden Wandteppiche „Ostern“ (links) und „Pfingsten“ (rechts) neben dem Kreuz. Ihr Format wurde bewusst als optische Verlängerung der Kreuzesarme gewählt und die Hintergrundfarbe des Stoffs auf die Ziegel und Fugen abgestimmt.
Im Besitz der Gemeinde befinden sich außerdem noch vier Passionsbilder von Walter Habdank (1967), auf denen das letzte Abendmahl, die schlafenden Jünger im Garten Gethsemane, die Verleugnung des Petrus und die Kreuzigung zu sehen sind. Die quadratischen Bilder werden in der Passionszeit zu Füßen des Kreuzes aufgehängt.
Der Altarraum steht um drei Stufen erhöht und nimmt die ganze Breite des Kirchenschiffs ein. In seiner Mitte steht der Altar auf einem eigenen zweistufigen Unterbau. Wie die Kanzel und der Taufstein besteht er aus Jurakalkstein und ist mit Bildhauerarbeiten von Robert Lippl geschmückt. Der Altar stellt symbolisch die Verbindung vom Alten zum Neuen Testament her. Über dem mit Weintrauben und Ähren verzierten Opferblock des Alten steht auf vier Füßen der fast drei Meter breite Abendmahlstisch des Neuen Bundes. Die zwölf filigranen Kerzenleuchter, die an die zwölf Apostel erinnern, und das provozierend abstrakt wirkende Altarkruzifix wurden von Herbert Altmann aus Schmiedeeisen angefertigt. Gewissermaßen als Gegengewicht zum großen Triumphkreuz darüber soll hier in Augenhöhe die Darstellung des Gekreuzigten auf die Verlorenheit der Welt und den Ernst des Erlösungswerkes Jesu Christi hinweisen.
Der zwölfeckige Taufstein erhielt seine Schale und den Kupferdeckel 1958 durch Peter Hartl. Die in die silberne Schale eingravierten drei Fische im Netz verweisen auf die Trinität.
Hinter dem Taufstein steht der große Osterkerzenleuchter mit der Heilig-Geist-Taube, den Hermann Kaspar in Zusammenarbeit mit Ludwig 1978 entworfen hat.
Die leicht schräg stehende Kanzel wiederholt in ihrem Grundriss das Sechseck der Säulen. Über den Füßen sind nach alter Tradition die Symbole (nach Hesekiel 1 und Offenbarung 4) der vier Evangelisten Matthäus (Mensch), Markus (Löwe), Lukas (Stier) und Johannes (Adler) angebracht.
In der Seitenwand neben der Kanzel befindet sich der Grundstein, der mit dem Spruch „Einen anderen Grund kann niemand legen, außer dem, der gelegt ist, welcher ist Jesus Christus“ (1. Korinther 3,11) und dem in lateinischen Zahlen angegebenen Datum 19. Mai 1955 versehen ist.
1997 wurde der von der koreanischen Künstlerin Yeun Hi Kim aus der Gemeinde gestaltete und geschenkte Fisch an der Westwand im Kirchenschiff aufgehängt. Auf den in gelb, blau, grün und rot gehaltenen Tafeln sind symbolisch der dritte (Erde und Wasser), vierte (Mond und Sonne), fünfte (Fisch und Vogel) und sechste (rot als Farbe des Blutes der Lebewesen) Schöpfungstag dargestellt. Der Fisch, der sich über die vier einzelnen Bilder hinzieht und sie verbindet, ist ein urchristliches Erkennungszeichen. In seiner griechischen Bezeichnung „Ichthys“ sind die Anfangsbuchstaben von „Jesus Christus, Gottes Sohn, Retter“ enthalten.
Wegen des hohen Stellenwerts der Kirchenmusik in der Gemeinde wurde die über eine Wendeltreppe zugängliche Empore an der Rückwand des Kirchenschiffs besonders weiträumig geplant. Sie bietet Platz für etwa 150 Personen und kann durch ihre tribünenartige Gestaltung für größere Konzert-Aufführungen verwendet werden. Der durch ein Gitter vom eigentlichen Kirchenschiff abgetrennte Vorraum unter der Empore war ursprünglich als Andachtsraum geplant und mit einem 1966 entfernten Altar vor der Fensterwand ausgestattet. Hier verdienen die Gedenktafeln für die Gefallenen der Gemeinde Beachtung.

### Glocken
Im Campanile hängt ein fünfstimmiges Geläut. Zunächst kamen 1956 drei Glocken (fis1–a1–cis2) aus „Euphon“ (zinnfreie Bronze) auf den Turm, im Jahre 1959 folgten zwei weitere Glocken (e1 und h1) aus Glockenbronze. Alle Glocken wurden von Karl Czudnochowsky in Erding gegossen. Die von Högner festgelegte Tonfolge ist auf das Geläut der benachbarten Kirche St. Ulrich (gis1–h1–cis2) abgestimmt. Wegen enormer Turmschwankungen wurde das Geläut 1992 von der Firma Bachert saniert, mit neuen Holzjochen, Klöppeln und elektronischen Läutemaschinen versehen. 1997 erhielten die Joche der drei großen Glocken Obergewichte und alle fünf Glocken Gegengewichtsklöppel.
| Nr. | Name (Funktion)                | Gussjahr | Gießer             | Ø (mm) | Gewicht (kg) | Nominal (16tel) | Inschrift (Übersetzung)                                                                                    |
| --- | ------------------------------ | -------- | ------------------ | ------ | ------------ | --------------- | --- |
| 1   | Martin Luther (Pfarrglocke)    | 1959     | Karl Czudnochowsky | 1190   | 930          | e1 +2           | „Ein feste Burg ist unser Gott.“                                                                           |
| 2   | Paul Gerhardt (Betglocke)      | 1956     | Karl Czudnochowsky | 1090   | 657          | fis1 ±0         | „Alles vergehet, Gott aber stehet ohn alles Wanken. Seine Gedanken, sein Wort und Wille hat ewigen Grund.“ |
| 3   | Joh. Seb. Bach (Mittagsglocke) | 1956     | Karl Czudnochowsky | 925    | 394          | a1 +2           | „Soli Deo Gloria.“ (Gott allein die Ehre.)                                                                 |
| 4   | Wilhelm Löhe (Diakonieglocke)  | 1959     | Karl Czudnochowsky | 788    | 298          | h1 +2           | „Dienen will ich.“                                                                                         |
| 5   | Heinrich Schütz (Taufglocke)   | 1956     | Karl Czudnochowsky | 720    | 187          | cis2 +2         | „Ehre sei dir, Christe.“                                                                                   |

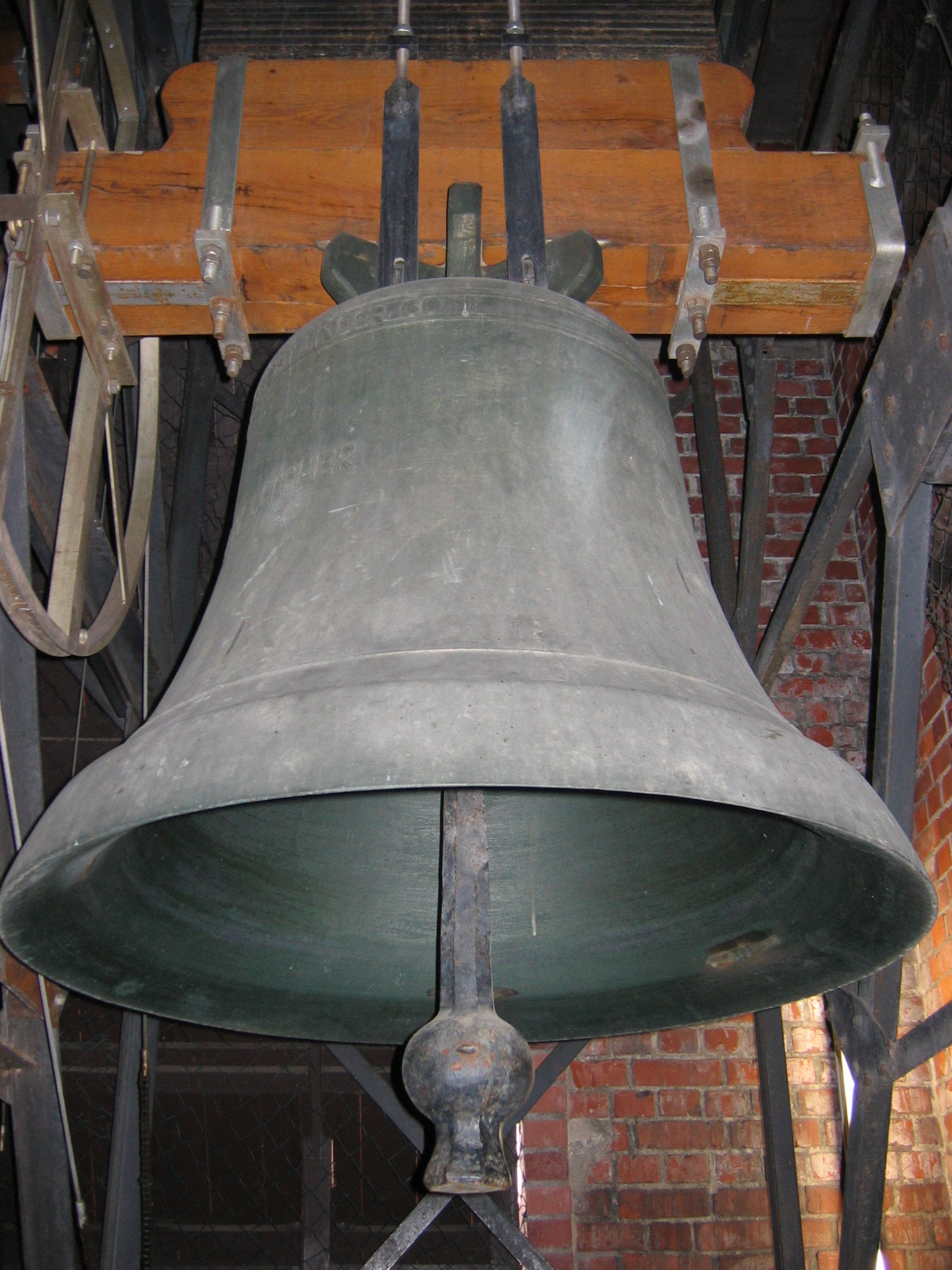
Glocke 1 Pfarrglocke (Martin Luther)
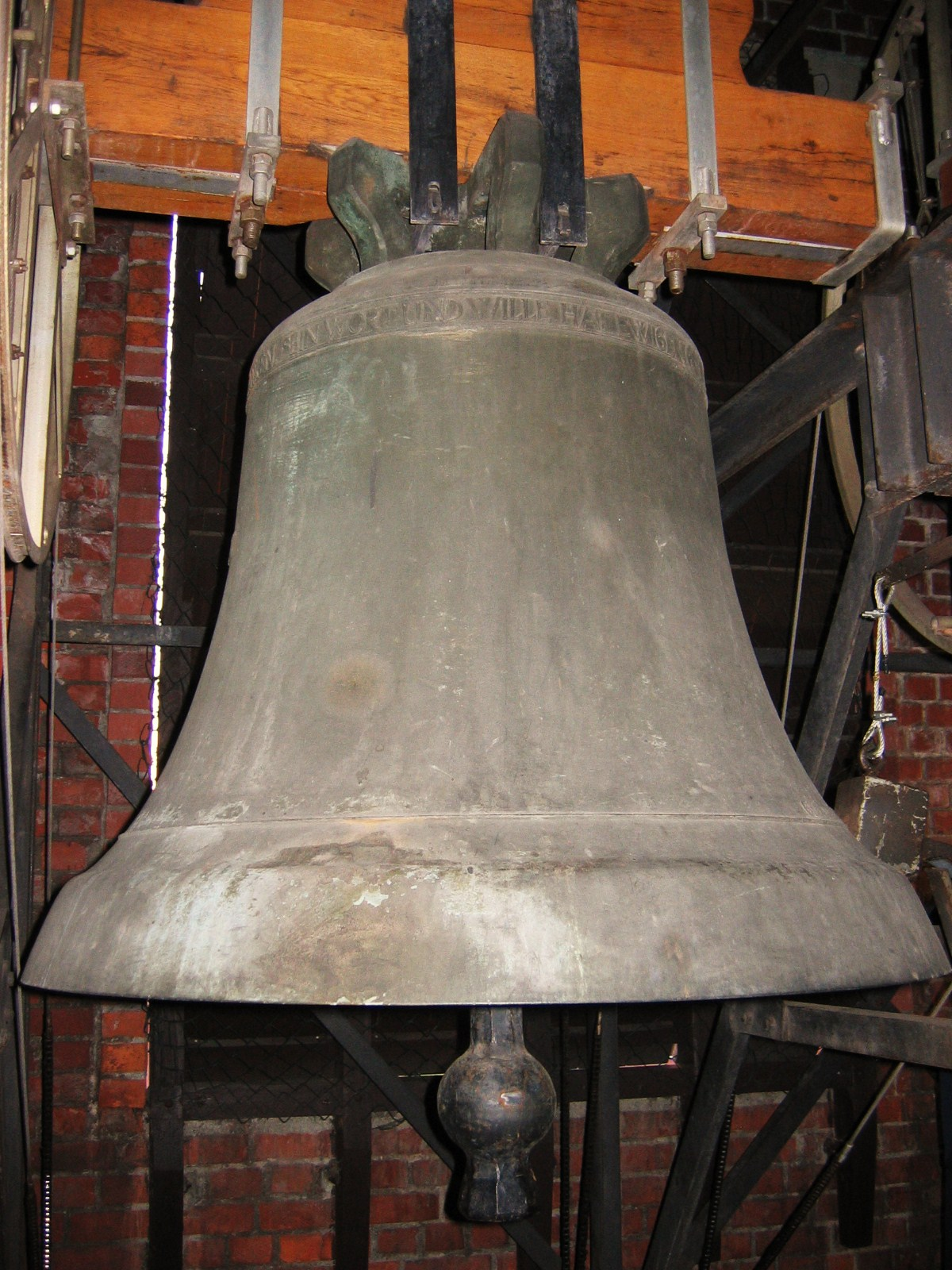
Glocke 2 Betglocke (Paul Gerhardt)
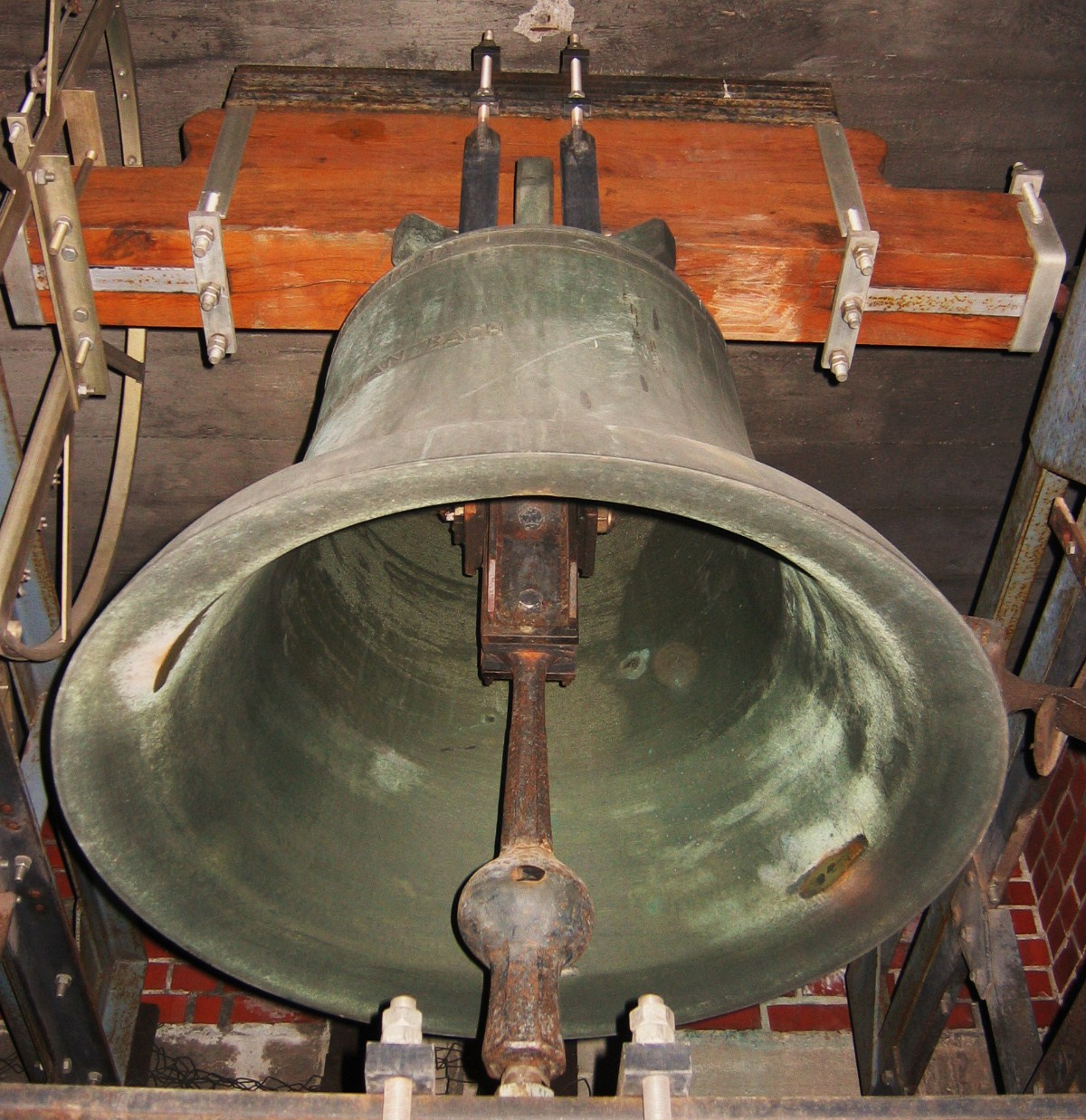
Glocke 3 Mittagsglocke (Johann Sebastian Bach)
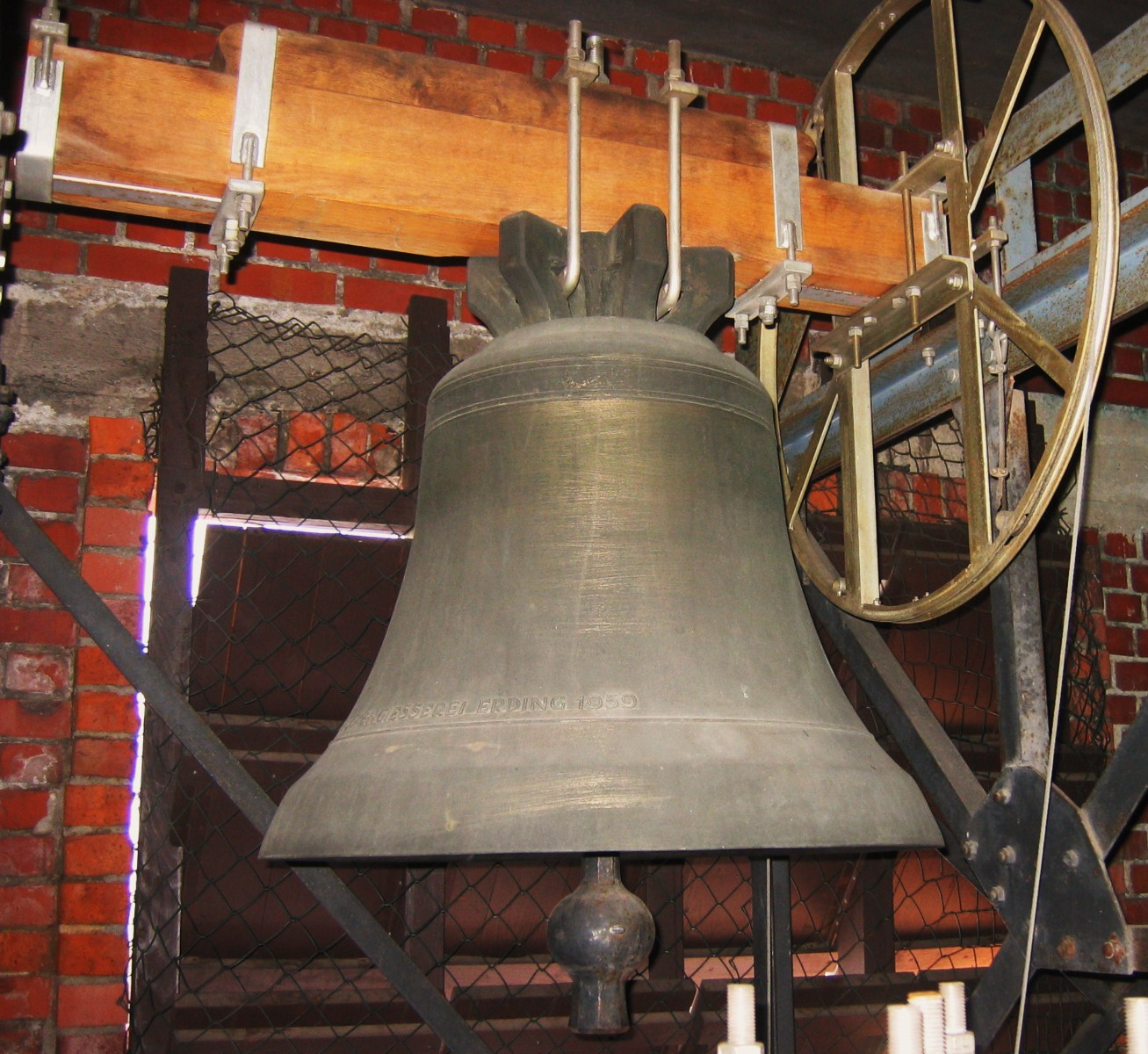
Glocke 4 Diakonieglocke (Wilhelm Löhe)
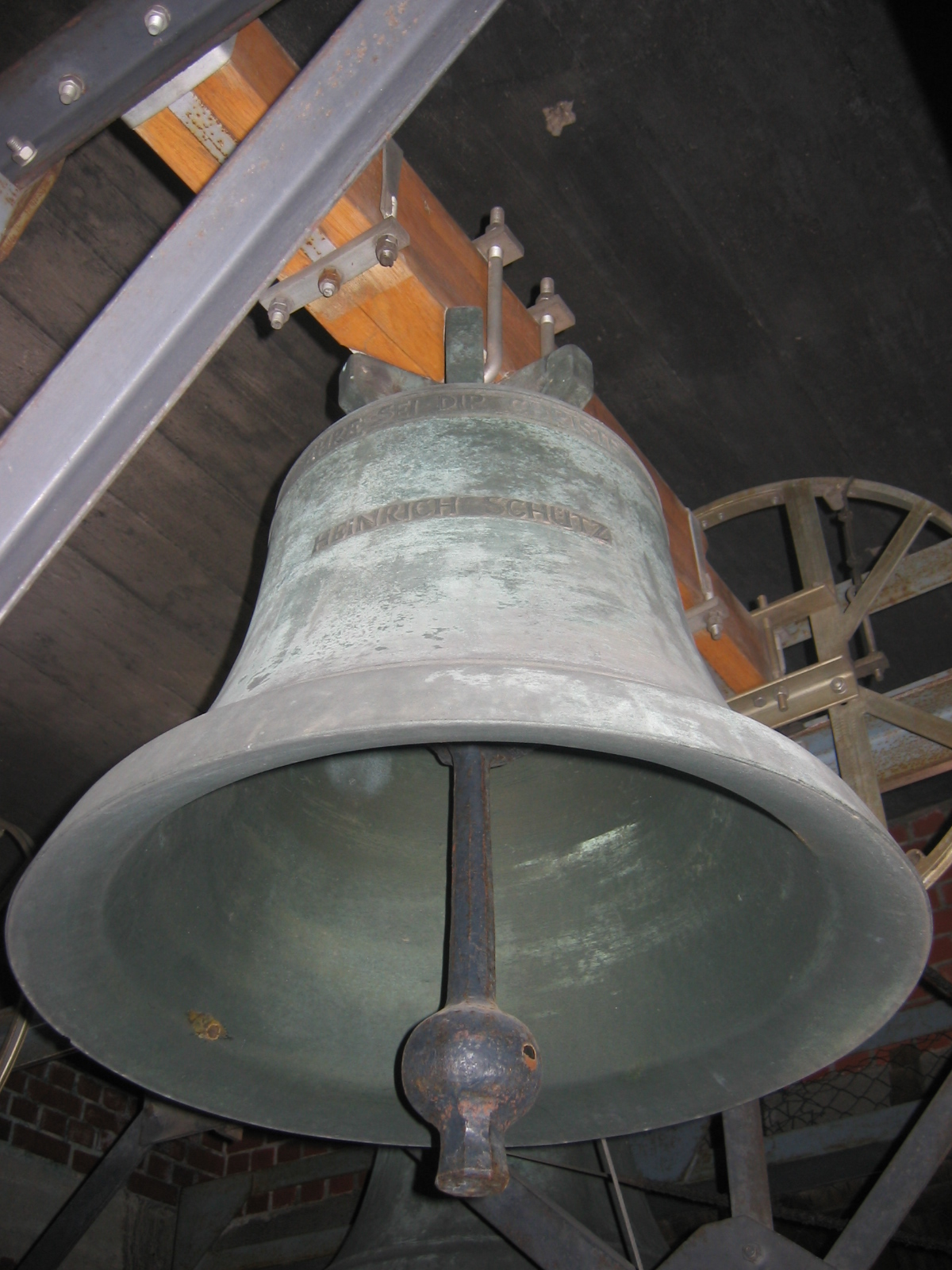
Glocke 5 Taufglocke (Heinrich Schütz)

Läuteordnung
Samstags um 15 Uhr wird der Sonntag eingeläutet. Zu den Sonntagsgottesdiensten gibt es ein Vorläuten jeweils 30 Minuten vor Beginn. Fünf Minuten vorher erklingt das Zusammenläuten wie am Tag zuvor zum Einläuten um 15 Uhr. Dabei variieren je nach Kirchenjahreszeit und Festgrad die Anzahl und/oder die musikalischen Zusammenstellungen (Motive) der Glocken. Jede der Glocken läutet zu bestimmten Anlässen solistisch:
- Glocke 5: Während der Taufhandlung im Hauptgottesdienst
- Glocke 4: Donnerstags nach dem Abendläuten (Gedächtnis an das Ölberggebet Jesu), freitags um 15 Uhr zur Sterbestunde Jesu am Kreuz
- Glocke 3: Mittagsläuten um 12 Uhr, Vorläuten zu Werktagsgottesdiensten (30 Minuten vor Beginn)
- Glocke 2: Frühläuten um 7 Uhr, Abendläuten um 20 Uhr, während des Vaterunsers/der Einsetzungsworte, zum Pastoralgebet, Vorläuten an Sonntagen (30 Minuten vor Beginn)
- Glocke 1: Vorläuten an Festtagen (30 Minuten vor Beginn), festtags nach dem Abendläuten (Festtagsausläuten)

### Orgel

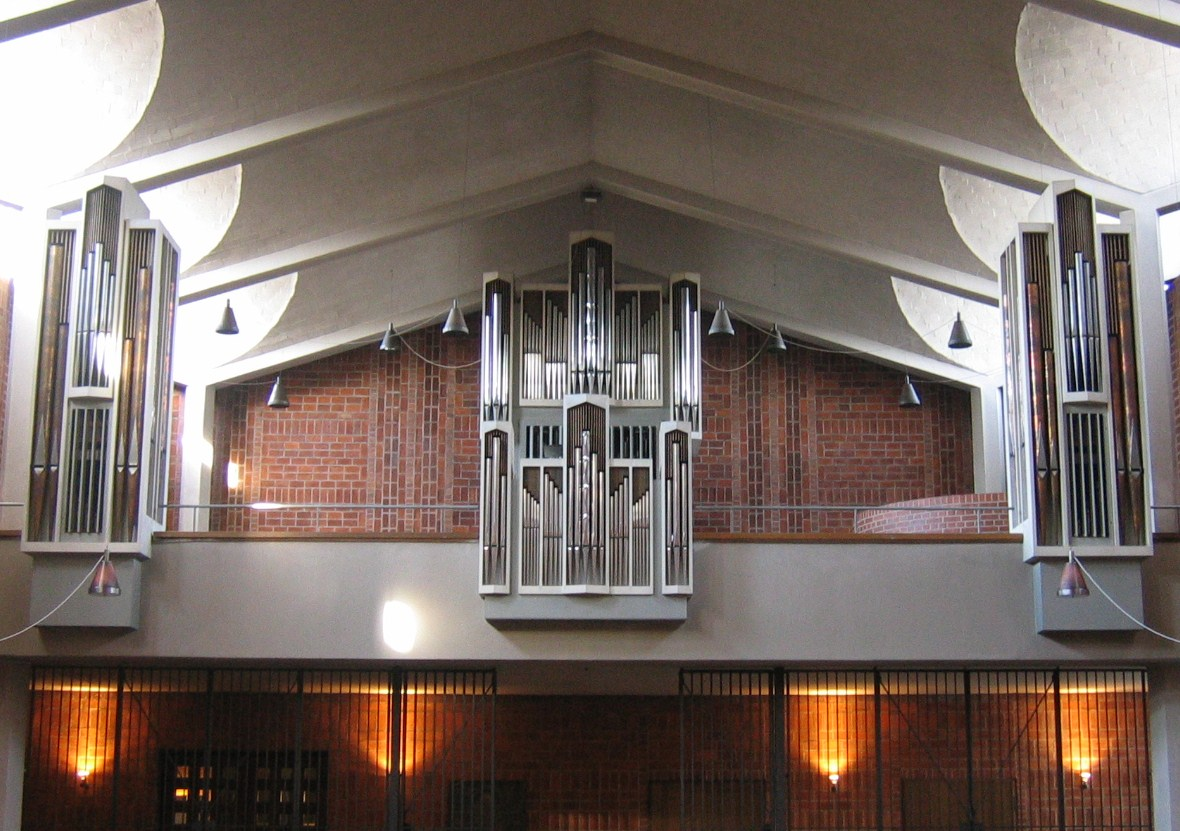
Orgel

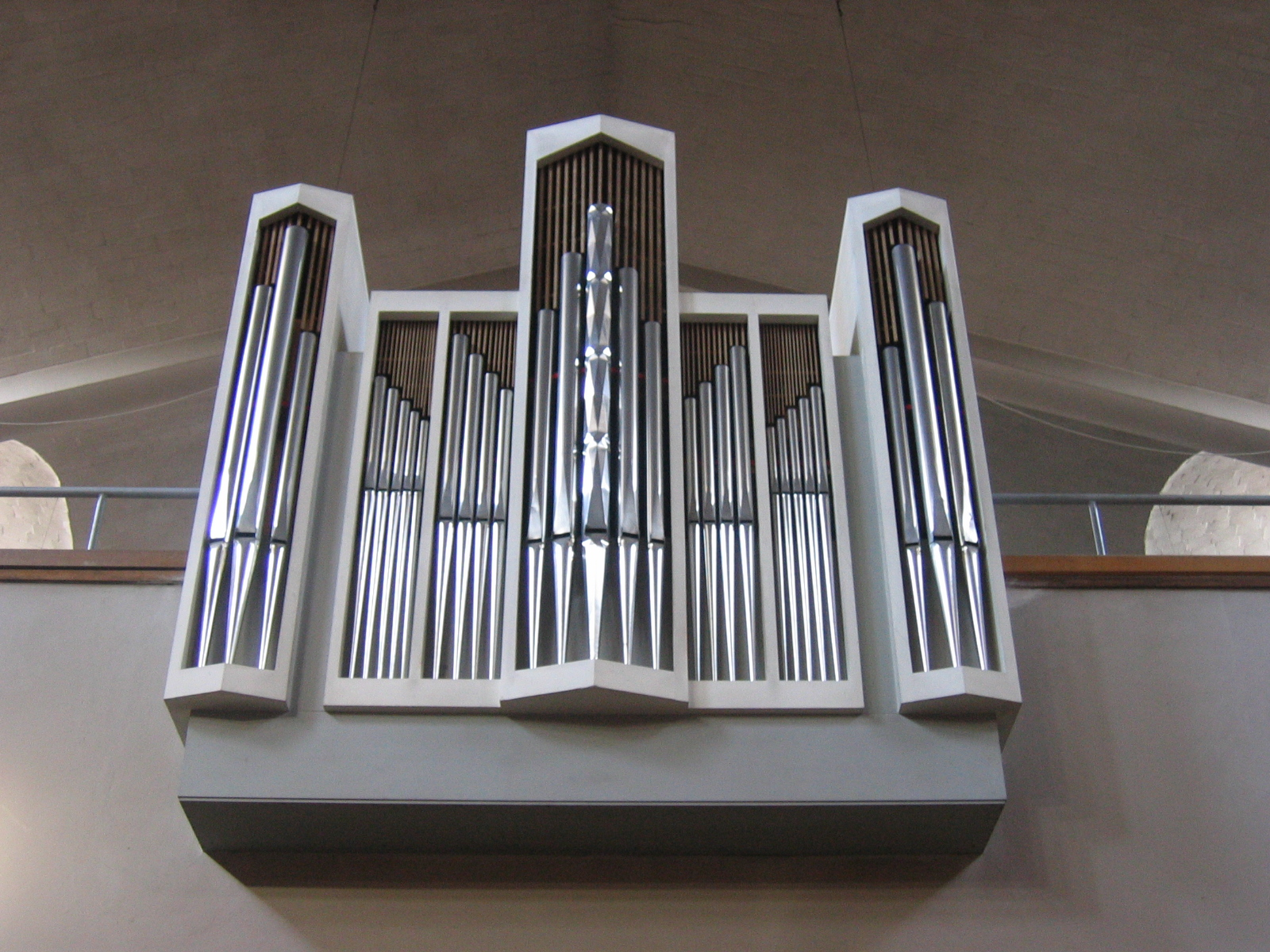
Rückpositiv

Der Blick vom Kirchenschiff zurück zur Empore wird beherrscht von der großen Orgel, die von Gerhard Schmid in Kaufbeuren nach der Disposition des damaligen Landeskirchenmusikdirektors Friedrich Högner gebaut und am 8. Juni 1969 eingeweiht wurde. Sie löste die Steinmeyer-Orgel von 1925 aus der alten Kirche ab.
Aufgrund der enormen Tiefe der Empore mussten die Werke aufgeteilt werden: Haupt- und Brustwerk an der Rückwand, Rückpositiv und die beiden Pedaltürme an der Brüstung. Dies führte zu einer eindrucksvollen und sicher einmaligen Prospektgestaltung, die trotz der Dimension des Werkes nicht erdrückend wirkt, sondern sich harmonisch in die Gesamtarchitektur der Kirche einfügt. Die Orgel mit mechanischer Spieltraktur und elektropneumatischer Registertraktur umfasste ursprünglich 43 klingende Register auf vier Manualen und Pedal.

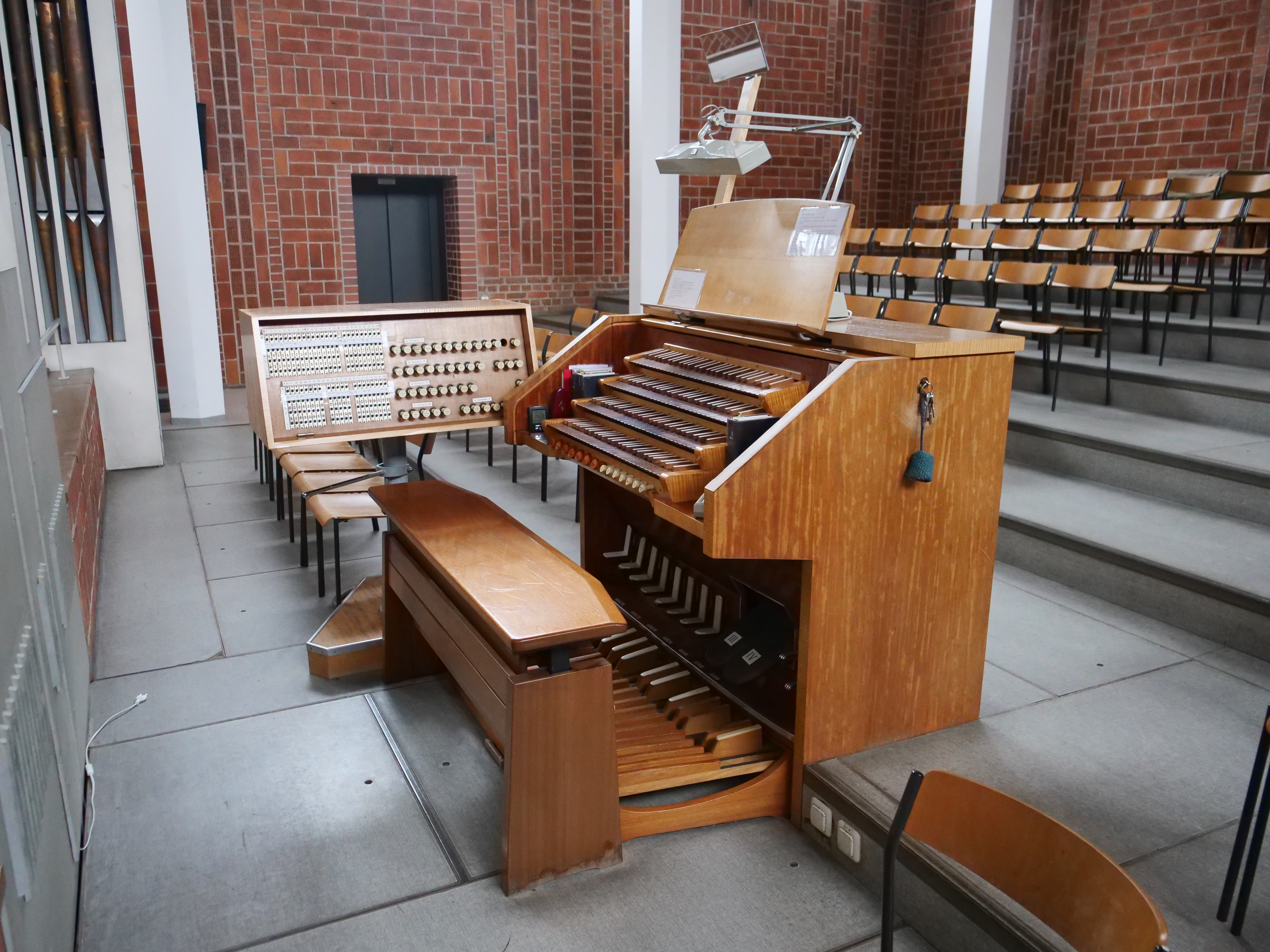
Empore mit altem Spieltisch

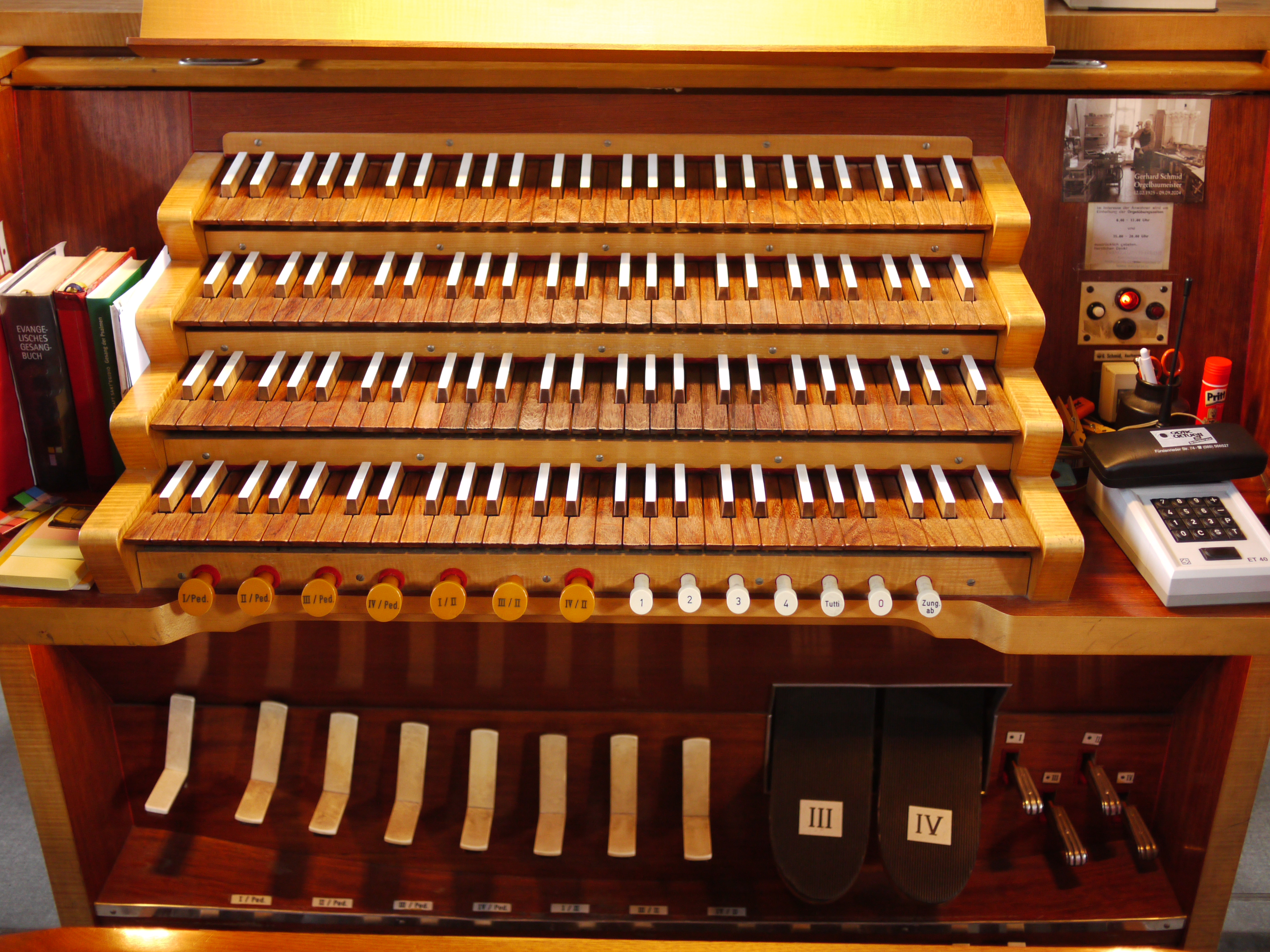
Manuale Alter Spieltisch

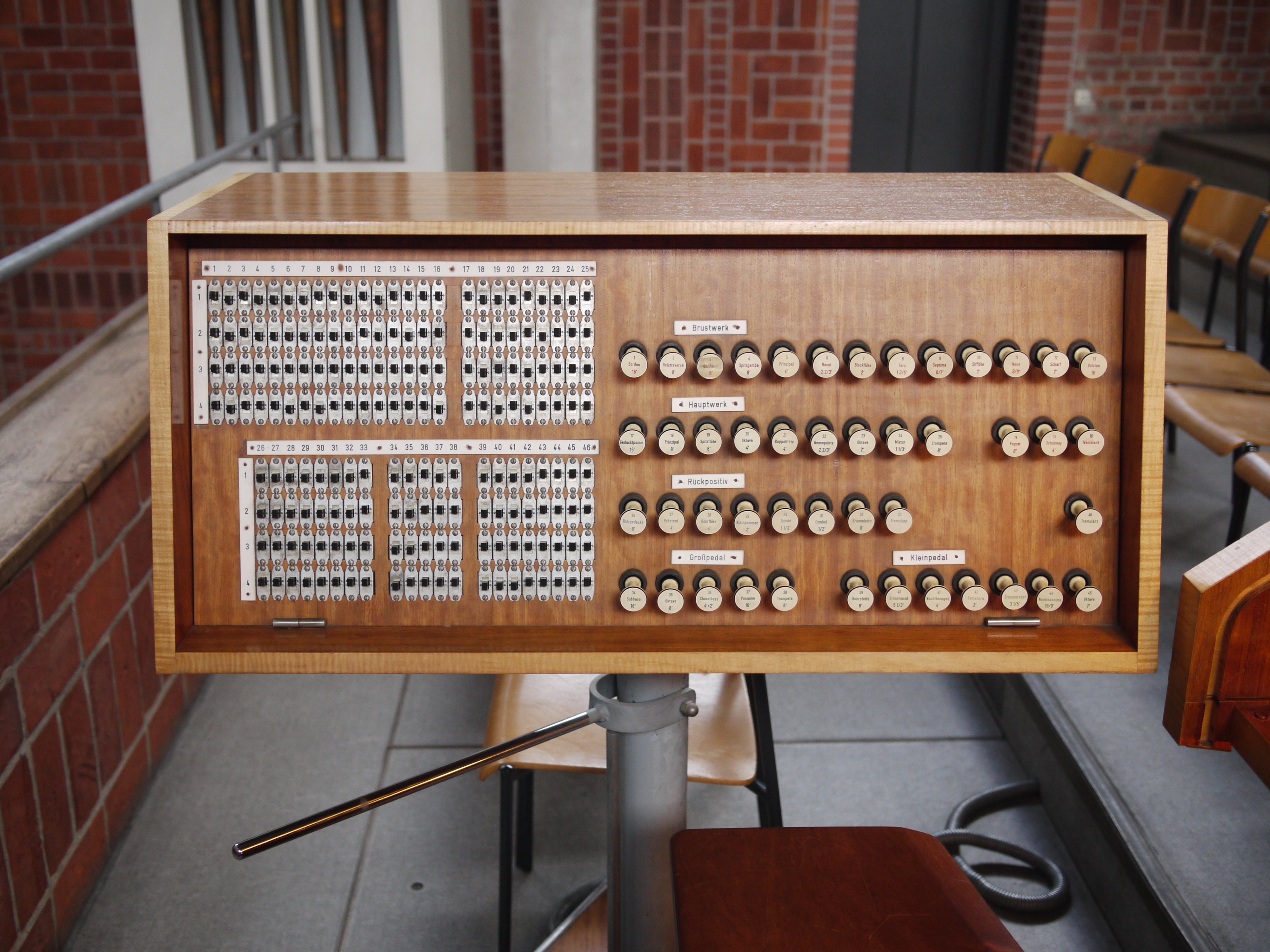
Registertableau Alter Spieltisch

#### Disposition 1969–2024
| I Rückpositiv C–g3 |       |
| Holzgedackt        | 8′    |
| Prästant           | 4′    |
| Rohrflöte          | 4′    |
| Kleinpommer        | 2′    |
| Quinte             | 1 ⁄3′ |
| Cymbel III         | 1⁄2′  |
| Krummhorn          | 8′    |
| Tremulant          |       |

| II Hauptwerk C–g3 |       |
| Gedacktpommer     | 16′   |
| Prinzipal         | 08′   |
| Spitzflöte        | 08′   |
| Oktave            | 04′   |
| Koppelflöte       | 04′   |
| Gemsquinte        | 2 ⁄3′ |
| Oktave            | 02′   |
| Mixtur V          | 1 ⁄3′ |
| Trompete          | 08′   |

| III Brustwerk C–g3 |        |
| Bordun             | 16′    |
| Holztraverse       | 08′    |
| Schwebung          | 08′    |
| Spitzgamba         | 08′    |
| Prinzipal          | 04′    |
| Nasat              | 2 ⁄3′  |
| Blockflöte         | 02′    |
| Terz               | 1 3⁄5′ |
| Septime            | 8⁄7′   |
| Sifflöte           | 01′    |
| None               | 8⁄9′   |
| Scharf V           | 01'    |
| Dulcian            | 16′    |
| Fagott             | 08′    |
| Schalmey           | 04′    |
| Tremulant          |        |

| IV Kleinpedal C–g3 |        |
| Rohrpfeife         | 8′     |
| Großnasat          | 5 1⁄3′ |
| Nachthorngedackt   | 4′     |
| Gemshorn           | 2′     |
| Großsept           | 3 1⁄5′ |
| Großterz           | 2 ⁄7′  |
| None               | 16⁄9′  |
| Tredecime          | 16⁄13′ |
| Oktave             | 1′     |
| Tremulant          |        |

| Pedal C–f1 |     |
| Subbass    | 16′ |
| Oktave     | 08′ |
| Choralbass | 04′ |
| Choralbass | 02′ |
| Posaune    | 16′ |
| Trompete   | 08′ |

- Koppeln: I/II, III/II, IVI/II, I/P, II/P, III/P, IV/P

- Spielhilfen: vier freie Kombinationen, Tutti, Zungen ab, Rückstellung
- Besonderheiten: separates schwenkbares Registerpult

#### Sanierung der Orgel
Nach einem Defekt in der elektromagnetischen Registersteuerung, der zeitweise zu einem Totalausfall führte, wurde eine Sanierung begonnen, die nun in mehreren Bauabschnitten erfolgt. Neben Reparatur und Modernisierung sollen so auch generelle bauliche Probleme der Orgel beseitigt werden. Da das Pfeifenwerk zu eng im Gehäuse untergebracht ist, wurde ein Gesamtkonzept entwickelt, das nur noch drei Manuale vorsieht, den Charakter der Orgel aber erhält und durch neue Spielhilfen und Technologien trotzdem mehr Klangvielfalt ermöglicht.
Im ersten Bauabschnitt (2024, durchgeführt von Fa. Sandtner, Dillingen) wurde die Spiel- und Registertraktur auf elektrische Steuerung umgestellt und ein neuer Spieltisch mit vielen Spielhilfen eingebaut. Dabei blieb das Pfeifenwerk weitgehend unverändert. Lediglich 2 Register wurden durch Register aus dem entfallenden Kleinpedal (4. Manual) ersetzt.

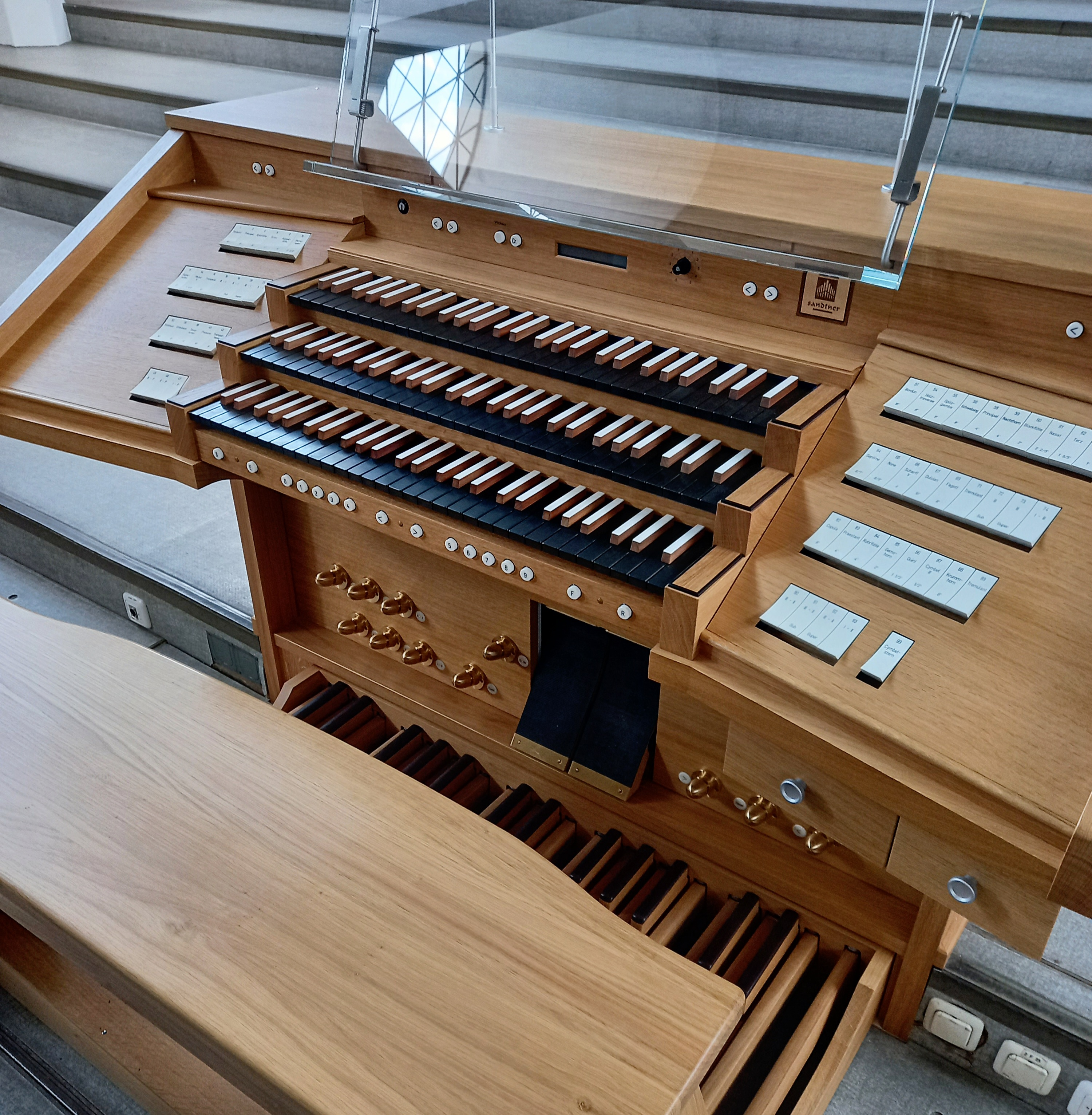
Neuer Spieltisch (2024)

In den weiteren Bauabschnitten ist geplant, das Pfeifenwerk zu überarbeiten. Dabei muss Platz zwischen den Pfeifen geschaffen werden, damit sie sich nicht gegenseitig ungünstig beeinflussen. Dies kann für jedes Werk einzeln durchgeführt werden. Als Nächstes soll eine Sanierung des Pedalwerks erfolgen.

#### Disposition 2024
| I Hauptwerk C–g3 |       |
| Gedeckt          | 16′   |
| Principal        | 08′   |
| Spitzflöte       | 08′   |
| Octav            | 04′   |
| Koppelflöte      | 04′   |
| Gemsquint        | 2 ⁄3′ |
| Superoctav       | 02′   |
| Mixtur V         | 1 ⁄3′ |
| Trompete         | 08′   |

| II Rückpositiv C–g3 |       |
| Copula              | 8′    |
| Praestant           | 4′    |
| Rohrflöte           | 4′    |
| Gemshorn            | 2′    |
| Quinte              | 1 ⁄3′ |
| Cymbel III          | 1⁄2′  |
| Krummhorn           | 8′    |
| Cymbelstern         |       |

| III Schwellwerk C–g3 |        |
| Bordun               | 16′    |
| Holztraverse         | 08′    |
| Spitzgamba           | 08′    |
| Schwebung            | 08′    |
| Principal            | 04′    |
| Nachthorn            | 04′    |
| Blockflöte           | 02′    |
| Nasat                | 2 ⁄3′  |
| Terz                 | 1 3⁄5′ |
| Sifflöte             | 01′    |
| Septime              | 8⁄7′   |
| None                 | 8⁄9′   |
| Scharf V             | 01'    |
| Dulcian              | 16′    |
| Fagott               | 08′    |
| Tremulant            |        |

| Pedal C–f1  |     |
| Subbass     | 16′ |
| Octavbass   | 08′ |
| Tenoroctav  | 04′ |
| Posaune     | 16′ |
| Trompetbass | 08′ |

- Koppeln: I/II, I/III, II/I, III/I, III/II, I/P, II/P, III/P

Suboktavkoppel: III/I, III/II, III/III
Superoktavkoppel: III/I, III/II, III/III
- Spielhilfen: Setzeranlage mit 25 Bereichen mit je 3000 Speicherplätzen, Registercrescendo, Registerfessel, Transponiereinrichtung

Anmerkung
1. 1 2  Diese Register wurden aus dem früheren „Kleinpedal“ übernommen und ersetzen  den „Kleinpommer“ im Rückpositiv sowie die „Schalmey“ im Schwellwerk.

## Gemeindeentwicklung
Die Kirchengemeinde erreichte Ende der 1960er Jahre mit 14.000 Gemeindegliedern ihren Höchststand. In diese Zeit fiel auch die Planung eines eigenen Gemeindezentrums für den 3. Pfarrsprengel, das sich in dieser Form allerdings nie realisieren sollte. Erst seit 1999 existiert ein Gemeindestützpunkt (Ladenkirche) in einem kircheneigenen Gebäude an der Justinus-Kerner-Straße 3.
Unter der Leitung von Pfarrer Friedrich-Wilhelm Künneth (1977–1998) öffnete sich die Gemeinde der geistlichen Erneuerungsbewegung und erlebte eine starke Zunahme der Gottesdienstbesucher. Vor allem der in freier Form mit charismatischen Lobpreiselementen gestaltete Spätgottesdienst am Sonntag um 11:15 Uhr, der Gottesdienst der mit der Gemeinde eng verbundenen Agape-Gemeinschaft am Freitag um 19:00 Uhr sowie eine Vielzahl von (Haus-)Bibelkreisen machten die Gemeinde weit über ihre Grenzen hinaus bekannt und zogen u. a. auch viele junge Menschen bzw. junge Familien an. Hinzu kam die Durchführung überregional bedeutender geistlicher Veranstaltungen und Seminare sowie die Verbindung zu international tätigen Missionswerken und Bekenntnisgruppen (Kirchliche Sammlung um Bibel und Bekenntnis), mit denen sich die Gemeinde gegen modernistische Tendenzen in der Landeskirche abgrenzte.
Zum Gemeindekonzept gehören neben den Alpha-Kursen und mehreren (Haus-)Bibelkreisen ein vielfältiges Gottesdienstangebot, das neben den freien Formen auch eine bewusste Pflege der traditionellen Liturgie im Hauptgottesdienst um 9:30 Uhr, der jeden Sonntag mit Abendmahl gefeiert wird, vorsieht.
Durch ihren Namenspatron weiß sich die Gemeinde auch der kirchenmusikalischen Arbeit verpflichtet. Diese geschieht in moderner Form durch mehrere ehrenamtliche Lobpreisbands, auf dem Gebiet der klassischen Kirchenmusik durch den Paul-Gerhardt-Chor, der im Münchner Konzertleben immer wieder wichtige Akzente setzt und als großer Oratorienchor mit ca. 100 Sängerinnen und Sängern unter nebenamtlicher Leitung ein Unikat in der bayerischen Landeskirche darstellt.
Mit Pfarrerin Kathrin Frowein berief die Gemeinde im Jahr 2002 erstmals eine Frau auf eine Pfarrstelle, was damals allgemein mit Interesse und Erstaunen zur Kenntnis genommen wurde.
Momentan sind in der Gemeinde, zu der derzeit ca. 7000 Christen gehören, folgende Geistliche tätig:
- Pfarrer Lorenz Künneth (seit 2017)[7]
- Pfarrerin Lidia Rabenstein (seit Januar 2018)
- Diakon Semjon Salb (50 % – seit Mai 2024)
- Diakonin Monika Wagner (50 % – seit November 2019)

In den Jahren 2006 und 2007 übertrug das ZDF zwei Fernsehgottesdienste aus der Paul-Gerhardt-Kirche.